# Cheng Xunzhao
Cheng Xunzhao (9 de febrer de 1991) és un esportista xinès que competeix en judo. Va participar en els Jocs Olímpics de Rio de Janeiro 2016, obtenint una medalla de bronze en la categoria de –90 kg.

## Palmarès internacional
| Jocs Olímpics | Jocs Olímpics            | Jocs Olímpics | Jocs Olímpics |
| Any           | Lloc                     | Medalla       | Categoria     |
| ------------- | ------------------------ | ------------- | ------------- |
| 2016          | Rio de Janeiro ( Brasil) | 3             | –90 kg        |